# Break Up with Your Girlfriend, I'm Bored
Singles de Ariana Grande
7 Rings
(2019) Rule the World (en)
(2019)
Break Up with Your Girlfriend, I'm Bored est une chanson de la chanteuse américaine Ariana Grande, sortie le 8 février 2019, publiée sous le label Republic Records, apparaissant sur son cinquième album Thank U, Next, écrite par Grande, Savan Kotecha, Kandi Burruss, Kevin Briggs, et produite par Max Martin and Ilya Salmanzadeh. C'est une chanson qui mélange les styles pop, trap et RnB contemporain, composée d'une Guitare basse et qui inclut les paroles de la chanson It Makes Me Ill du groupe américain NSYNC. Les paroles décrivent la chanteuse qui demande à un homme de rompre avec sa petite amie. 

## Contexte et composition
Grande révèle inclure Break Up with Your Girlfriend, I'm Bored sur l'album Thank U, Next le 22 janvier 2019, remplaçant la chanson Remember, car elle estime qu'elle est trop personnelle pour être publiée et veut une chanson amusante à la place. La chanteuse diffuse un extrait de la chanson sur ses résaux sociaux et la publie officiellement comme troisième et dernier single de l'album le 8 février 2019,.
Musicalement, c'est une chanson pop, RnB et trap, qui comprend la voix de Grande « désenchantée », placée sur une guitare basse, accompagnée d'un rythme de clic et contient une partie de la chanson It Makes Me Ill de NSYNC,  que l'on entend dans le pont et les paroles de la chanson originale sont modifiées :  
« You can say I'm crazy, if you want to / That's true, I'm crazy 'bout you »
« Tu peux dire que je suis fou, si tu le veux / C'est vrai, je suis fou de toi »
par :  
« You can call me crazy cuz I want you / And I never even never fuckin met you »
« Tu peux m'appeller folle parce que je te veux / Et je ne t'ai même jamais, jamais rencontré »

## Clip

### Contexte
Un clip est publié à minuit le 8 février 2019, ce qui coïncide avec la sortie de l'album. Il est réalisé par la réalisatrice américaine Hannah Lux Davis et est tourné à l'intérieur d'un manoir dans les collines d'Hollywood. Davis déclare que le concept du clip est basé sur un triangle amoureux entre Grande et un couple dont la jeune femme est un sosie de la chanteuse et la décrit comme étant un élément de narcissisme. Il met en scène l'acteur Charles Melton et le mannequin Ariel Yasmine. 

### Synopsis
La vidéo commence par l'arrivée de Grande dans une boîte de nuit avec une perruque platine. Elle remarque Melton et sa petite amie Yasmine, cette dernière ressemblant à Grande avec sa queue de cheval. Bien que Melton tienne Yasmine dans ses bras, il est obsédé par l'apparence de Grande. On voit ensuite la chanteuse lors d'une fête, alors qu'elle tente de gagner l'affection de Melton. Au cours de plusieurs scènes, Grande et Yasmine dansent intimement ensemble et se caressent les cheveux tandis que la première joue le rôle de la « chandelle » en suivant le couple tout en roulant des yeux. Vers la fin de la vidéo, Grande s'avance vers le couple alors qu'ils se prélassent au bord de la piscine. Elle s'approche de Melton, mais le repousse rapidement avant de se tourner vers Yasmine, qui se penche vers elle pour l'embrasser. 

### Critiques
Pour MTV News, Madeline Roth qualifie le clip de « délirant » et compare la scène où Grande change d'apparence au film de 1992, Single White Female. Cependant, certaines sources reprochent le dénouement de la vidéo de faire du « queerbaiting »,.

## Accueil critique
Le rédacteur du magazine Rolling Stone, Rob Sheffield salue la chanson pour être « la façon parfaite de terminer l'album » et la compare à la chanson de Britney Spears, Get Naked (I Got a Plan). Dans un article de The Independent, Helen Brown déclare que « Break Up with Your Girlfriend, I'm Bored est sexy, Grande embrasse la méchante fille qui est en elle ». 
Cependant, Wren Graves de Consequence of Sound estime que le placement de la chanson sur l'album en tant que morceau final donne à l'album « un amer arrière-goût ». Tandis que Maura Johnston, rédactrice d'Entertainment Weekly, affirme que la chanson est complaisante et la compare négativement à la chanson 7 Rings ainsi qu'au personnage de Veruca Salt dans Charlie et la Chocolaterie.

## Crédits
Crédits adaptés des notes d'accompagnement de l'album
- Ariana Grande – chant, auteur, chœur
- Max Martin – auteur, producteur, basse, batterie, synthé, programmation
- Ilya Salmanzadeh – auteur, producteur, basse, batterie, synthé, programmation
- Savan Kotecha – auteur
- Kandi Burruss – auteur
- Kevin Briggs – auteur
- Sam Holland – ingénieur
- Jeremy Lertola – assistant ingénieur
- Cory Bice – assistant ingénieur
- Serban Ghenea – mixage audio
- John Hanes – assistant mixage audio
- Randy Merrill – mastering

## Classements
| Classement (2019)                       | Meilleure position |
| --------------------------------------- | ------------------ |
| Allemagne (GfK Entertainment)           | 8                  |
| Australie (ARIA)                        | 2                  |
| Autriche (Ö3 Austria Top 40)            | 6                  |
| Belgique (Flandre Ultratop 50 Singles)  | 27                 |
| Belgique (Wallonie Ultratop 50 Singles) | 31                 |
| Canada (Hot 100)                        | 2                  |
| Canada (CHR/Top 40)                     | 16                 |
| Danemark (Tracklisten)                  | 4                  |
| Écosse (OCC)                            | 10                 |
| États-Unis (Hot 100)                    | 2                  |
| États-Unis (Dance Club Songs)           | 2                  |
| États-Unis (Dance/Mix Show Airplay)     | 11                 |
| États-Unis (Pop Airplay)                | 4                  |
| États-Unis (Rhythmic Songs)             | 12                 |
| Finlande (Suomen virallinen lista)      | 3                  |
| France (SNEP)                           | 16                 |
| Hongrie (Rádiós Top 40)                 | 4                  |
| Hongrie (Stream Top 40)                 | 2                  |
| Irlande (IRMA)                          | 1                  |
| Italie (FIMI)                           | 35                 |
| Norvège (VG-lista)                      | 4                  |
| Nouvelle-Zélande (RMNZ)                 | 1                  |
| Pays-Bas (Single Top 100)               | 3                  |
| Portugal (AFP)                          | 2                  |
| Tchéquie (IFPI Rádio)                   | 2                  |
| Roumanie (Romanian Radio Airplay)       | 99                 |
| Royaume-Uni (UK Singles Chart)          | 1                  |
| Slovaquie (IFPI Rádio)                  | 1                  |
| Suède (Sverigetopplistan)               | 6                  |
| Suisse (Schweizer Hitparade)            | 5                  |

### Classements du mois
| Classement (2019)                    | Meilleure place atteinte |
| ------------------------------------ | ------------------------ |
| Brésil Streaming (Pro-Música Brasil) | 50                       |

### Classements de fin d'année
| Classement (2019)                             | Position |
| --------------------------------------------- | -------- |
| Australie (ARIA)                              | 44       |
| Canada (Canadian Hot 100)                     | 31       |
| Danemark (Tracklisten)                        | 83       |
| Hongrie (Single Top 40)                       | 76       |
| Hongrie (Stream Top 40)                       | 41       |
| Irlande (IRMA)                                | 30       |
| Israël (Galgalatz)                            | 24       |
| Lettonie (LAIPA)                              | 63       |
| Nouvelle-Zélande (Recorded Music NZ)          | 31       |
| Royaume-Uni Singles (Official Charts Company) | 33       |
| États-Unis Billboard Hot 100                  | 36       |
| États-Unis Dance Club Songs (Billboard)       | 37       |
| États-Unis Mainstream Top 40 (Billboard)      | 20       |
| États-Unis Rhythmic (Billboard)               | 42       |
| États-Unis Rolling Stone Top 100              | 29       |

## Certifications
| Région | Certification | Ventes/Streams |
| --- | ------------- | -------------- |
| Australie (ARIA) | Platine       | 70 000^        |
| Canada (Music Canada) | Platine       | 80 000^        |
| Nouvelle-Zélande (RMNZ) | Or            | 15 000*        |
| Royaume-Uni (BPI) | Or            | 400 000‡       |
| *Ventes selon la certification ^Mise en rayon selon la certification xNon précisé par la certification ‡ventes/streaming selon la certification |               |                |